# Fédération Luxembourgeoise d’Athlétisme
Fédération Luxembourgeoise d’Athlétisme – luksemburska narodowa federacja lekkoatletyczna. Federacja została powołana do życia 11 listopada 1928 roku. Siedziba znajduje się w Strassen. 